# 걸 파워

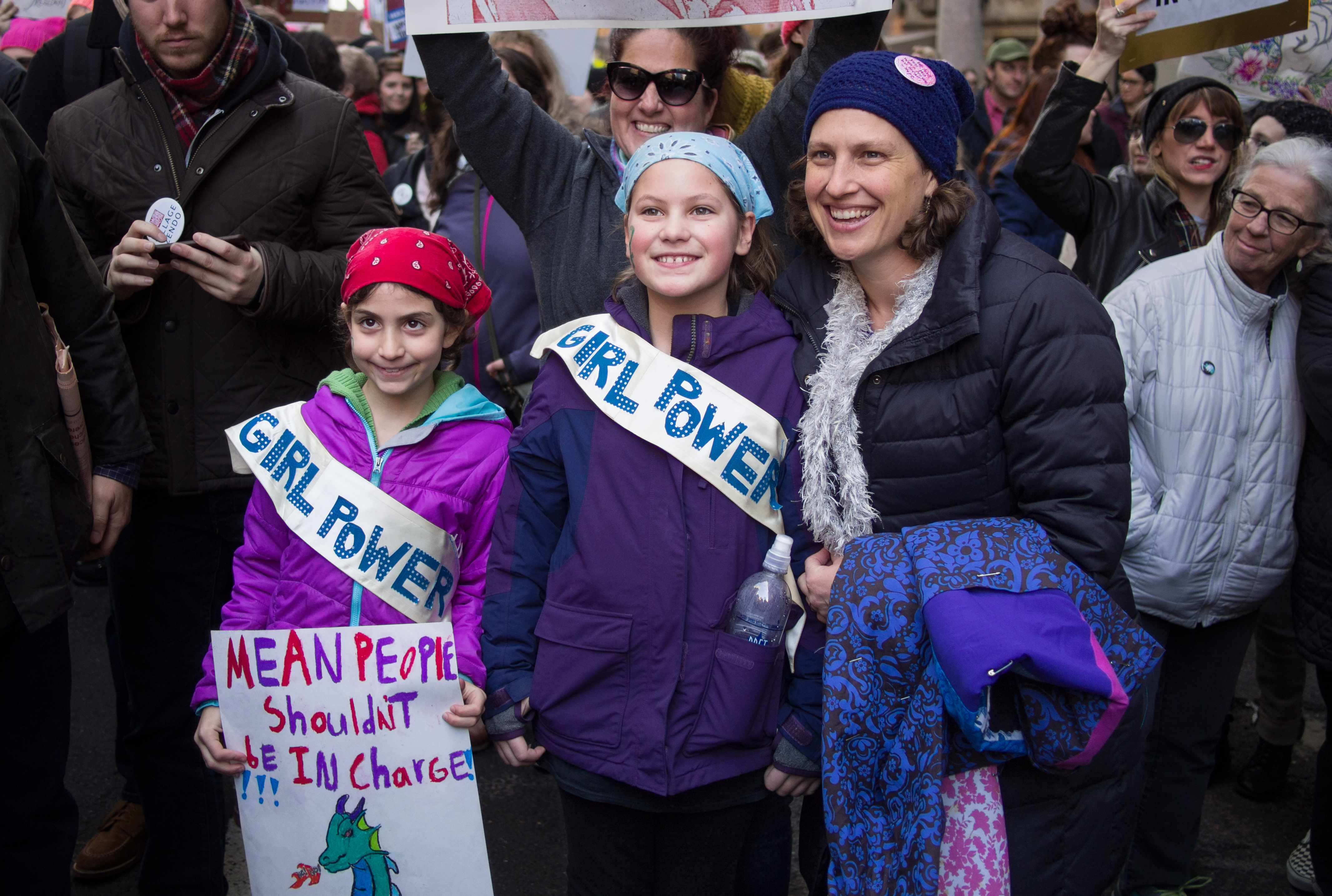
2017년 뉴욕에서 열린 여성 행진 (Women's March)에서 어린 여성들이 "Girl Power"가 적힌 어깨띠를 걸치고 있다.

걸(영어: girl power)는 여성의 힘, 독립성, 자신감을 북돋고 그것에 찬사를 보내기 위한 슬로건이다.

## 걸 파워의 유래
1991년에 미국 펑크밴드 비키니 킬(Bikini Kill)은 '걸 파워'란 이름의 페미니스트 팬진을 발간했다. 비키니 킬의 리드 싱어 캐서린 해나(Kathleen Hanna)는 그 단어가 블랙 파워에서 모티브를 얻고 영향을 받아 만들어진 것이라고 말했다. 이후에 이 단어는 90년대 중반 미국 언더그라운드 펑크 씬안에서 유명세를 얻게 된다. 책 ‘The Rolling Stone Encyclopedia of Rock & Roll’에서는 바로 그 팬진이 걸 파워라는 슬로건을 만들었다고 못밖는다. (한편, 아이러니하게도 ‘걸 파워’라는 슬로건은 이후에도, 영국에서 버블검 팝(Bubblegum Pop) 스타일의 음악으로 활동하던 여성 그룹 스파이스 걸스가 쓰기도 했다.)
"그 팬진을 만듦으로서 비키니 킬 밴드는 음악계 안팎의 많은 어린 여성들에게 필요했던, 매우 선명한 어젠다를 드러내었다. 비키니 킬은 그 아이디어들을 직접 실천으로 옮긴 여성들이기도 했다. 그들은 언더그라운드 펑크씬에서 새로운 기준을 만들어가는 일로서 명성을 쌓아 갔다. 예를 들어, 유명했던 일화중 하나는, 비키니 킬이 공연장에서 슬램(Slam) 동작을 하고 있는 관중들에게, 여성 관객들도 밀려나지 않고 맨 앞줄로 나올 수 있게끔 옆으로 비켜서 공간을 만들라고 요구하고, 또 그 여성들에게 마이크를 건네주며 그들이 겪은 성폭력에 대해 말하게 했던 사건이었다."
걸 파워란 단어는 종종 한층 더 시끄러운 어감으로 Grrrl Power라고 불리기도 했으며 이는 비키니 킬같은 당대 미국 펑크신의 여성 밴드들을 부르는 애칭이었던 라이엇 걸(Riot Grrrl)과 연장선상의 호명이기도 했다.

비키니 킬과 스파이스 걸스 이외에 걸 파워를 자신들의 슬로건으로 활용했던 음악가들도 있다. 팝-펑크 듀오 샴푸(Shampoo)가 이에 해당되며, 1995년에 동명의 앨범과 싱글을 발매했다.

## 대중매체의 걸 파워
브리티시 팝 여성 5인조 스파이스 걸스는 90년대 중반에 걸 파워란 슬로건을 대중화했다. 수전 홉킨스(Susan Hopkins) 교수는 자신의 2002년 출간 책 ‘소녀 히어로: 대중문화에 나타난 새로운 힘(Girl Heroes: The New Force in Popular Culture)’에서, 20세기 말의 걸 파워/스파이스 걸스/여성 액션 히어로 사이의 상관관계를 설명하기도 했다.
스파이스 걸스의 멤버였던 제리 할리웰은 영국의 전 수상이 보수당의 리더였던 마거릿 대처를 이상적인 걸 파워의 선구자로 여겼다고 한다.
이 밖에도 학문적으로 자주 걸 파워와 연관되어 컨텍스트(context)로 다뤄지는 작품은, ‘뱀파이어 해결사 버피’라는 텔레비전 시리즈로, 이를 별도로 ‘버피 연구’라고 부르기도 한다. 한편, 이러한 연구는 페미니즘의 제3물결과 연관되어 독해되기도 한다. 관련 예시로는 미디어 이론가인 캐서린 로 칼린(Kathleen Rowe Karlyn)은 그녀가 쓴 기사 ‘비명, 대중문화, 그리고 페미니즘의 제3 물결: 나는 내 어머니와 다르다(Scream, Popular Culture, and Feminism's Third Wave: I'm Not My Mother)’와, 아이린 카라스(Irene Karras)가 쓴 ‘제3물결 최후의 소녀: 뱀파이어 해결사 버피(The Third Wave's Final girl: Buffy the Vampire Slayer)’가 있다.
프랜시스 얼리(Frances Early)와 캐서린 케네디는 ‘아테나의 딸들: 텔레비전의 새로운 여성 전사들(Athena’s Daughters: Television’s New Women Warriors)’의 서문에서 자신들이 걸 파워와 대중문화에 새롭게 나타난 여성 전사의 이미지 사이에 어떻게 연관성을 찾고 있는지를 설명한다.

## 사전적 정의
2001년, 옥스퍼드 영어사전에 업데이트된 걸 파워의 사전적 정의는 다음과 같다.
강도높은 운동을 하는 소녀들. 야심과 강한 자기 주장, 개성을 드러내며, 독립적인 태도를 갖고 있는 소녀와 나이 어린 여성들. 슬로건으로서 보다 넓은 의미에서 이 용어는 부분적으로, 혹은 반복적으로 대중 음악과 연관되어 쓰인다; 관련해서 가장 특기할 만한 것은 1990년대 초기 미국에서 급격히 유명해진 “라이엇 걸(riot grrrl)” 무브먼트가 있다. 그 후에 1990년대 후반에는 영국 여성 그룹인 스파이스 걸스가 있다.
이에 더해 옥스포드 영어사전은 텔레비전 시리즈 '다크 엔젤 (Dark Angel)'을 다룬 드림워치(Dreamwatch) 매거진의 2001년 3월 24일자 기사 “천사의 기쁨(Angel Delight)”을 인용하며, 이 용어에 대한 예시적 설명을 덧붙인다.
"터미네이터 시리즈의 사라 코너나 에일리언 시리즈의 엘런 리플리 같은 여성캐릭터가 있었던 80년대와 달리, 90년대는 초인적인 여성 히어로를 만드는데 있어 그다지 우호적이지 않았던 것 같다.—여전사 지나를 제외하고 본다면 그렇다.
그러나 지금은 2천년대다. 미녀 삼총사나 와호장룡 같은 영화가 돌풍을 일으키고 있는 와중에, 제임스 캐머런 감독이 여성 전사 캐릭터를 텔레비전 화면에 다시 한번 데려오려고 하고 있다. 캐머런은  이번에 진지한 페미니즘과 브리트니 스피어스 콘서트에서나 볼법한 섹시한 걸 파워를 믹스시켜 터미네이터와 에일리언 캐릭터들안에 녹아들게 만든 것 같은 일을 해냈다. 그 결과가 바로 ‘다크 엔젤(Dark Angel)’이다."

## 비판적 관점
더블린 시립 대학(Dublin City University)의 커뮤니케이션 과의 학과장 데비 징(Debbie Ging) 박사는 걸 파워의 사상에 비판적이며, 걸 파워가 어린 여자아이들을 성적매력과 연관시키고 있다고 본다.
노스캐롤라이나 주립 대학(North Carolina State University)의 에이미 매클루어(Amy McClure)는 걸 파워가 여성인권을 지지할 수 있다는 것에 지나치게 거대한 희망을 걸지 말아야 한다고 경고한다. 에이미는 이렇게 말한다. "소비지상주의에 기반한 사상은 결코 혁명적인 사회 움직임으로 이어질 수 없다. 그 사상이 혁명적인 무브먼트로 이어질 것이라는 것은 위험한 거짓말이다. 경영자들은 우리에게 물건만을 팔고 있을 뿐만이 아니라, 종종 매우 우리가 행복에 겨워 스스로를 팔아넘기도록 만든다."
오늘날의 미디어는 “무엇이 소녀다운 것인가”에 대한 편협한 정의를 사람들에게 제공한다. 이와 관한 쉬운 예로는 바비 장난감을 들 수 있다. 최근에는 “나도 바비처럼 될 수 있어”가 '걸 파워'의 컨셉을 구성해버리기도 한다(작은 여자아이가 원하기만 한다면, 자라기만 한다면, 그 무엇이든 될 수 있다는 식의). 그러나 거의 예외없이, 바비 인형의 이미지는 소녀들이 자신의 미래 모습을 정의하는데 있어 매우 좁고 제한적인 옵션만을 제공하고 있다. 가디언지의 해나 제인 파킨슨(Hannah Jane Parkinson)은 '걸 파워'가 “어린 여성들이 그들 스스로를 페미니스트로 부르거나 성평등을 위해 궐기하는 것을 보다 더 자신감있게 느끼는 일”이라는 문장과 “소녀(Girl)”라는 단어 뒤에, 나이가 들어 성인이 된 여성에게 소녀라는 이름을 붙여 그녀들을 상품화시키는 일을 숨기고 있다고 비판한다.

## 같이 보기
- 그린워싱
- 국제 여아의 날
- 슬랙티비즘
- 여성의 권리
- 여성 역량 강화

## 참고 문헌
- Early, Frances H.; Kennedy, Kathleen (2003). 《Athena's Daughters: Television's New Women Warriors》. Syracuse, New York: Syracuse Univ. Press. ISBN 9780815629689. Preview.
- Evans Amanda and Tara Brabazon, "I'll never be your woman: the Spice Girls and new flavours of feminism." Social Alternatives 17#2 (1998): 39-42.
- Gateward, Frances; Pomerance, Murray, 편집. (2002). 《Sugar, Spice, and Everything Nice: Cinemas of Girlhood》. Detroit: Wayne State University Press. ISBN 9780814329184. Preview.
- Helford, Elyce Rae (2000). 《Fantasy Girls: Gender in the New Universe of Science Fiction and Fantasy Television》. Lanham, Maryland: Rowman & Littlefield. ISBN 9780847698356. Preview.
- Hopkins, Susan (2002). 《Girl Heroes: The New Force in Popular Culture》. Australia: Pluto Press. ISBN 9781864031577
- Inness, Sherrie A., 편집. (2004). 《Action Chicks: New Images of Tough Women in Popular Culture》. New York: Palgrave Macmillan. ISBN 9781403963963. Preview.
- Inness, Sherrie A. (1999). 《Tough Girls: Women Warriors and Wonder Women in Popular Culture》. Pennsylvania, Philadelphia: University of Pennsylvania Press. ISBN 9780812234664.
- Inness, Sherrie A., 편집. (1997). 《Nancy Drew and company: culture, gender, and girls' series》. Bowling Green, Ohio: Bowling Green State University Popular Press. ISBN 9780879727369. Preview.
- Karlyn, Kathleen Rowe (2003). “Scream, popular culture, and feminism's third wave: 'I'm Not My Mother'”. 《Genders Journal: Presenting Innovative Work in the Arts, Humanities, and Social Sciences》 (University of Colorado) 38. 2016년 1월 8일에 원본 문서에서 보존된 문서. 2017년 8월 20일에 확인함.
- Karras, Irene (March 2002). “The third wave's final girl: Buffy the Vampire Slayer”. 《thirdspace: a journal of feminist theory & culture》 (Simon Fraser University) 1 (2).
- Magoulick, Mary (October 2006). “Frustrating female heroism: mixed messages in Xena, Nikita, and Buffy”. 《The Journal of Popular Culture》 (Wiley) 39 (5): 729–755. doi:10.1111/j.1540-5931.2006.00326.x.
- Phoenix, Ann; Nairn, Agnes; Griffin, Christine; Wickes, Patricia G.; Croghan, Rosaleen; Hunter, Janine (2006), 〈Girly girls, tomboys and micro-waving Barbie: child and youth consumption and the disavowal of femininity〉,   Stevens, Lorna; Borgerson, Janet, 《GCB - Gender and Consumer Behavior Volume 8》, Edinburgh, Scotland: Association for Consumer Research (ACR), 6–21쪽, 2015년 10월 8일에 원본 문서에서 보존된 문서, 2017년 8월 20일에 확인함. Pdf. 보관됨 2024-05-05 - 웨이백 머신
- Tasker, Yvonne (2004). 《Action and Adventure Cinema》. New York: Routledge. ISBN 9780415235075. Preview.